# Hungersnot in Frankreich 1709
Die Hungersnot in Frankreich von 1709 (frz. grande famine de 1709) ereignete sich in Frankreich vor dem Hintergrund des Spanischen Erbfolgekriegs, der vier Jahre später, 1713, mit dem Frieden von Utrecht endete. Wie die Hungersnot von 1693–1694 war sie auf einen sehr strengen Winter, zurückzuführen, wenn auch weniger feucht, was die Getreidepreise in die Höhe schnellen ließ. Diese Hungersnot führte zur Finanzkrise in Frankreich 1709.

## Sechzehn Hungersnöte im 18. Jahrhundert identifiziert
Der Historiker Emmanuel Le Roy Ladurie schätzt die Auswirkungen dieser Hungersnöte auf etwa 1,3 Millionen Todesfälle bei einer auf 20 Millionen geschätzten Bevölkerung, alleine für die Jahre 1693 und 1694, und bei 600.000 Tote bei der Hungersnot von 1709, also 3 % der damaligen Bevölkerung Frankreichs.
Diese schrecklichen Ereignisse waren alles andere als außergewöhnlich. Historikern der damaligen Zeit zufolge erlebte Frankreich 13 allgemeine Hungersnöte im 16., 11 im 17. und 16 im 18. Jahrhundert. „Angenommen, diese Aussage ist vollständig und zuverlässig (was ich bezweifle), lässt sie die lokalen Hungersnöte beiseite, und diese sehr häufigen treten fast jedes Jahr hier oder da auf“, betonte der Historiker Fernand Braudel (1902–1985), der feststellte, dass mit der „entsetzlichen Hungersnot“ von 1812, der Hungersnot von 1816–1817 und der Folge von Missernten zwischen 1820 und 1830, 1837 und 1846–1848 auch das 19. Jahrhundert nicht verschont blieb.

## Brotpreis verzehnfacht
Nach den strengen Wintern 1709 und 1710 schossen die Getreidepreise in Frankreich in die Höhe (auf das 10-, 12- oder 13-fache der Preise des Vorjahres). Das des Sesters Weizen erreichte 82 Livre gegenüber nur 7 Livre. Ein Exportverbot für Getreide war 1698 unter Androhung der Todesstrafe erlassen worden, als die Schwierigkeiten bei der Beschaffung von Gütern den Volkszorn erregten.
Nicolas Desmarets, Directeur des Finances seit 1703 und am 20. Februar 1708 zum Contrôleur général des finances ernannt, gelang es, vom Finanzier Samuel Bernard ein Darlehen von 6 Millionen zu erhalten und die Taille zu reduzieren, musste aber 1710 die Erhebung einer neuen Steuer, der Impôt du dixième, organisieren, die alle Einnahmen betraf.

## Unruhen ab April
Die Hungersnot löste im April in Paris Ausschreitungen gegen die „Hungersnot-Verschwörung“ aus, so der Ökonom Jean-François Calmette, was den Zeitgenossen Nicolas Boileau dazu veranlasste zu sagen: „Es gibt keinen Tag, an dem der hohe Brotpreis keinen Aufruhr erregt.“
Städtische Unruhen wurden an der mittleren Loire, in der Normandie, in der Provence, im Languedoc und sogar in der Stadt der Frêres Pâris, Moirans in der Dauphiné beobachtet. Im Jahr 1709 wurden fast 400 Faux-Sauniers (Salzschmuggler) zu Galeerenstrafen verurteilt, im Jahr 1710 fast 300, was von der Explosion des Schmuggels zeugt.
Im April verpflichtete eine Verordnung Getreidebesitzer, ihre Reserven zu deklarieren. Getreide, das zwischen den Provinzen des Königreichs zirkulierte oder aus dem Ausland stammte, war jetzt von Importbeschränkungen, Zöllen und Wegegeldern befreit. Um mit der Situation fertig zu werden, wurden die Reichen besteuert und die Gemeinden gezwungen, Lebensmittelverteilungen an Bedürftige zu organisieren.

## Starker Frost nach Tauperioden
Gemäß dem Historiker Pierre Goubert fror der „große Winter“ von 1709 alle Feldfrüchte und Obstbäume ein. Die Weizenernten wurden vernichtet, außer in Gebieten, in denen Sommerweizen gesät werden konnte.
Im Frühjahr 1709 verboten die Magistrate des Parlement von Paris, sich auf das Beispiel des Winters 1694 stützend, das erneute Aussäen des erfrorenen Getreides, in der Hoffnung, dass es wegen der Fröste, die während des Tauwetters nacheinander auftraten wie 1608 wieder nachwächst. Diese Entscheidungen riefen Unmut und Unverständnis in der Bevölkerung hervor, da die Ernteungleichheiten von einer Region zur anderen sehr groß waren.

## Die erschöpfte Bevölkerung
Es fehlte nicht ganz an Getreide, Gerste lieferte Nahrungsersatz und die Hilfsmaßnahmen der Behörden haben sich bewährt (Verteilung von Getreide aus weniger betroffenen Gebieten oder aus dem Ausland, kostenlose Brotverteilung). Trotzdem wurden in den zwei Jahren in Frankreich 2.141.000 Verstorbene bei 1.330.800 Geburten registriert, was einen Verlust von 810.000 Menschen ergibt, 3,5 % der Bevölkerung.
Im Herbst traten gehäuft Volkskrankheiten auf, die durch die schlechte Qualität des Getreides, das nicht genug Nahrung hatte, oder durch die Mischung, die aus den Samen „schlechter Pflanzen“ hergestellt wurde, verursacht wurden.
Laut dem Historiker Pierre Goubert konnte 1709 „wie 1694 das gemeine Volk, dessen Reserven durch die verschiedenen Steuern erschöpft waren, nur von Almosen oder von faulem Aas leben. Man hat in Serie bestattet, man hat die Toten auf den Straßen aufgelesen…“ Derselbe Autor weist darauf hin, dass „die Menschen selten im engeren Sinne verhungerten, sondern in Krisenzeiten durch infizierte Lebensmittel, die verschiedene ansteckende Krankheiten, insbesondere Verdauungskrankheiten, verursachten.“
Der Historiker Marcel Lachiver unterscheidet drei große Perioden der Übersterblichkeit: den Winter 1709 mit rund 100.000 Kälteopfern zwischen Januar und März 1709, einen Anstieg der Sterblichkeit im Sommer und Herbst 1709 im Zusammenhang mit Unterernährung, sogar Hungersnöte und schließlich eine dritte Welle von 270.000 weiteren Todesfällen als üblich bis zur Ernte 1710, diesmal im Zusammenhang mit den Auswirkungen von Epidemien (Ruhr, Typhus usw.).
Um die demografischen Auswirkungen der Krise zu bewerten, werden auch die Entwicklung der Zahl der Eheschließungen (140.000 weniger 1709/10) und das Geburtendefizit (1.331.000 Geburten in den zwei Jahren gegenüber den üblichen 1.753.000; ermittelt: 422.000 weniger). Tatsächlich hatte das Königreich am 1. Januar 1709 22.643.200 Einwohner. Am 1. Januar 1811 waren es nur 21.800.000.

## Regionale Unterschiede
Die große Hungersnot war also je nach Provinz mehr oder weniger wichtig: Die Küstenzonen des Südens und der Bretagne wurden aufgrund eines milderen Klimas, der Straßen- oder Seeversorgung und vor allem dank des Verzehrs von Alternativen geschützt: Buchweizen, Mais, Milchprodukte, Fisch und Schalentiere. Auf der anderen Seite sahen die Provence und ein Teil des Languedoc ihre Obstbäume (Olivenbäume, Orangenbäume, Mandelbäume usw.) teilweise zerstört, und wenn man in der Provence einen Neustart durchführen, musste man fünfzehn Jahre warten, um eine Ernte zu erhalten, weswegen man sich im Languedoc für den Weinbau entschied.
Für den Rest des Königreichs kann man die demografischen Folgen der großen Fröste der Winter 1693–1694 und 1709–1710 in den Kirchenbüchern ablesen: man stellt oft eine drei- bis vierfache Zahl der Toten fest, einen deutlichen Rückgang der Zahl der Eheschließungen und einen weiteren Rückgang der Zahl der Taufen (infolge von Amenorrhoe oder Unterernährung).
Ohne die Gerste, die in manchen Gegenden auf Weizen gesät wurde und die so reichlich lieferte, dass auch dieses Jahr wieder „Gerstenjahr“ genannt wird, wäre die Hungersnot noch viel schlimmer gewesen.
Im Frühjahr 1709 wurde in Berry und anderswo viel Weizen gesät, der gut aufging, aber als man sah, dass die Halme nur Ähren ohne Korn gaben, wurden sie gemäht, um das Vieh zu weiden. Die Sämlinge brachten im folgenden Jahr so reichlich Getreide, als ob sie neu ausgesät worden wären.
Man lernte auch, dass der Weizen, der in eingezäunten Grundstücken entlang der Mauern gesät wurde, vor dem Nordwind geschützt, der Kälte des Winters 1709 standgehalten hatte. Wenn der Frühling extrem nass und regnerisch ist, ist die folgende Ernte normalerweise unfruchtbar, weil die gute Saat von einer Vielzahl schlechter Pflanzen erstickt und ausgehungert wurde.

### Das Beispiel Charente
Die demographischen Folgen der schrecklichen Winter sind heute neben den Personenstandsurkunden auch den Notizen der Priester in den Kirchenbüchern zu entnehmen. Aus La Rochette in der Charente im Département Charente wird berichtet: „Im Jahr 1709 war der Winter so grausam, dass er alle Walnuss- und Kastanienbäume und einige andere Obstbäume tötete; viele Menschen beiderlei Geschlechts starben an der Kälte; eine beträchtliche Anzahl von Vögeln aller Art starb; kaum wurden Samen, die in den Boden gesät worden waren, geerntet, und der Wein war 400 Livre pro Fass wert; zum Glück konnten wir im Frühjahr spanischen Weizen (Mais) aussäen, und eine große Hungersnot wurde vermieden.“ Dieses Zeugnis entspricht dem des Priesters Thomas von Bouëx: „Im Jahr 1709 war der Winter gegen Ende besonders hart. Am 6. Januar begann eine siebzehn Tage andauernde Kälte mit zwei Fuß dickem Schnee, der so lange anhielt wie die Kälte, d.h. dass er bis zum 25. des besagten Monats nicht ganz geschmolzen war. Die Kälte war so stark, dass alle Flüsse zugefroren waren.“